# Coll de Granon
El coll de Granon és un coll dels Alps francesos. Té 2.404 metres d'altitud (malgrat que el cartell del cim indiqui 2.413 m).

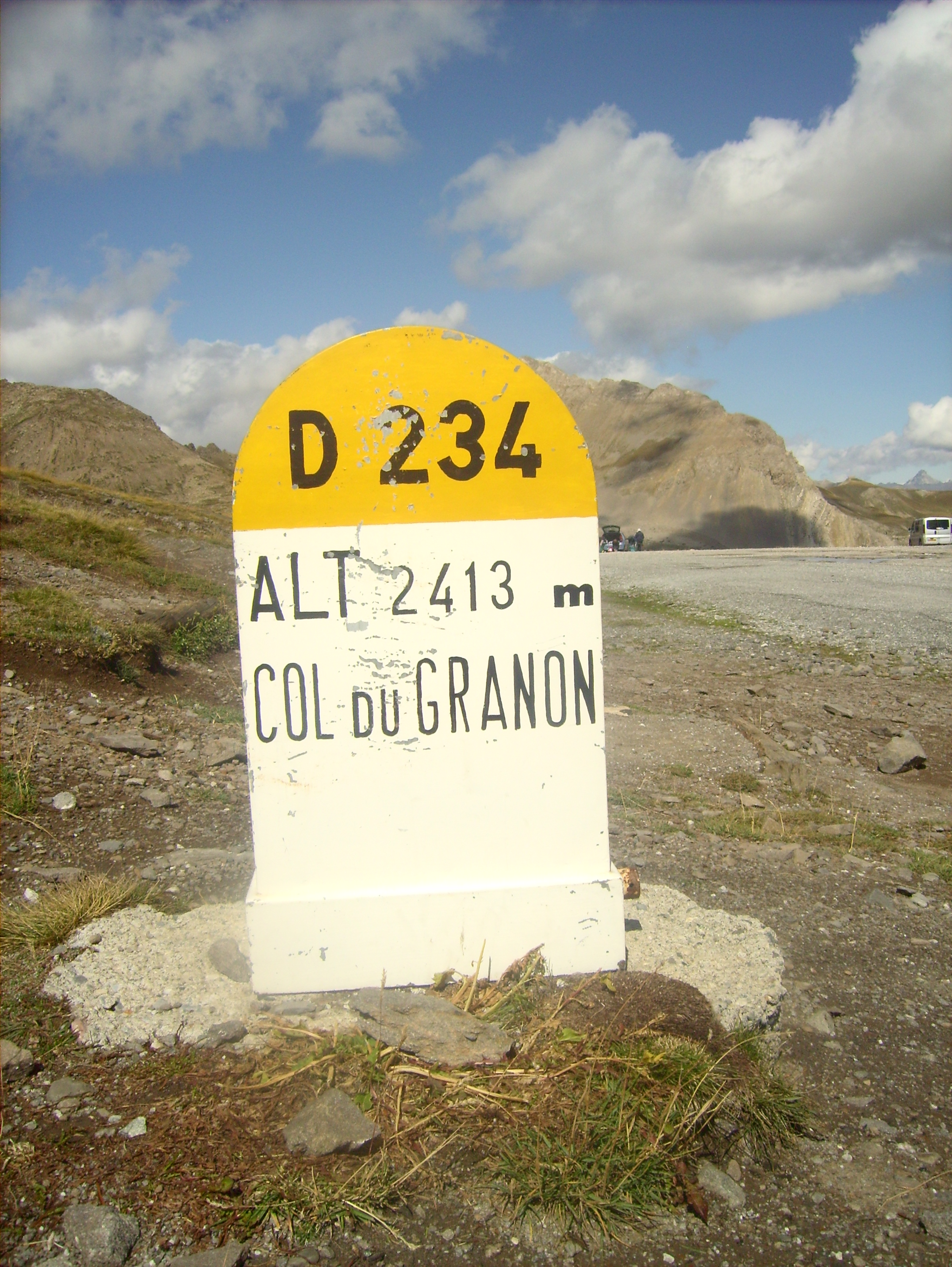
Fita quilomètrica al cim del coll

Està situat al departament dels Alts Alps. Per damunt del coll de Granon, una taula d'orientació mostra el panorama de la vallée de la Guisane fins a Briançon, de la Serre Chevalier, de la Meije, de la Barra dels Escrinhs (4.102 m), del Mont Pelvoux (3.946 m).
La carretera d'accés des de Sant Chafrei està tancada durant l'estació hivernal. L'altre vessant cap a la vallée de la Clarée no està asfaltada. La carretera de terra permet accedir als Forts de Lenlon i de l'Olive.
El coll de Granon està envoltat per diversos cims: el Gran Meyret (2.516 m) amb vistes directes sobre el coll, el Gran Aréa (2.869 m) i la Gardiole (2.753 m) a l'oest, la roca Gauthier (2.749 m) al nord.

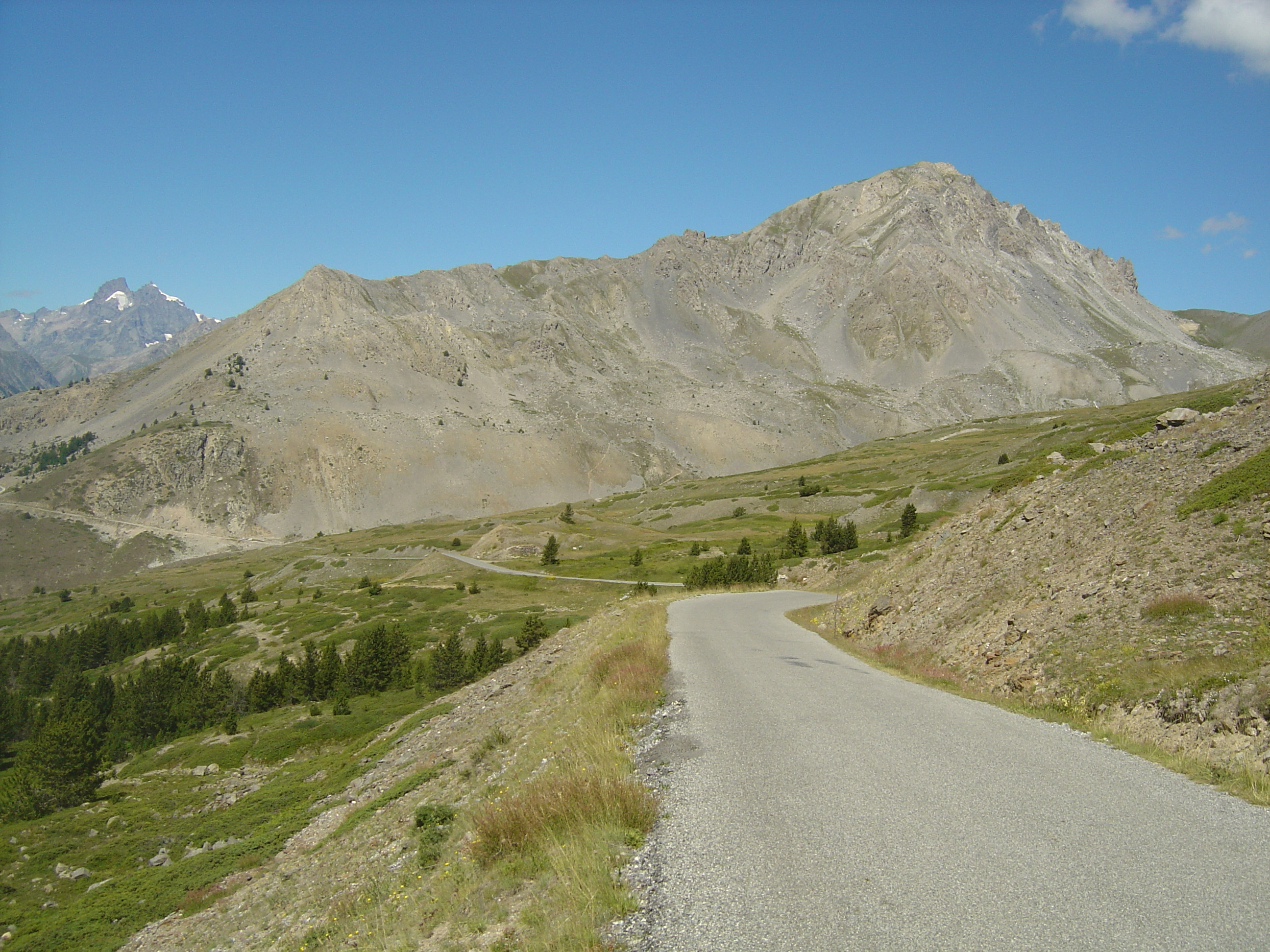
A l'oest el cim de Grand Aréa (2.869 m) vist des dels darrers quilòmetres de l'ascensió.
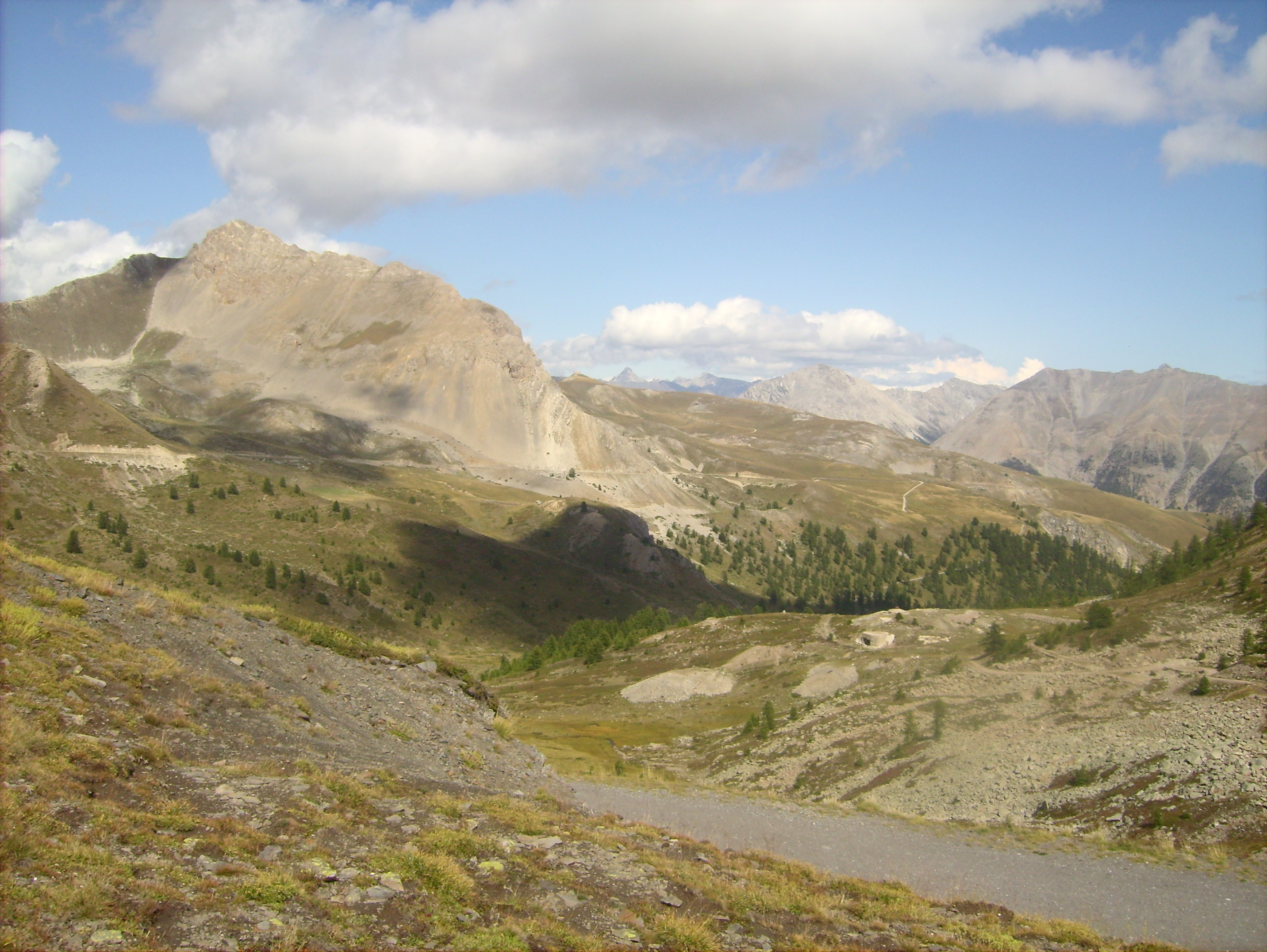
Vista en direcció de la Roche Gauthier (2.749 m) a l'esquerra, de la vallèe de la Clarésà a la dreta.
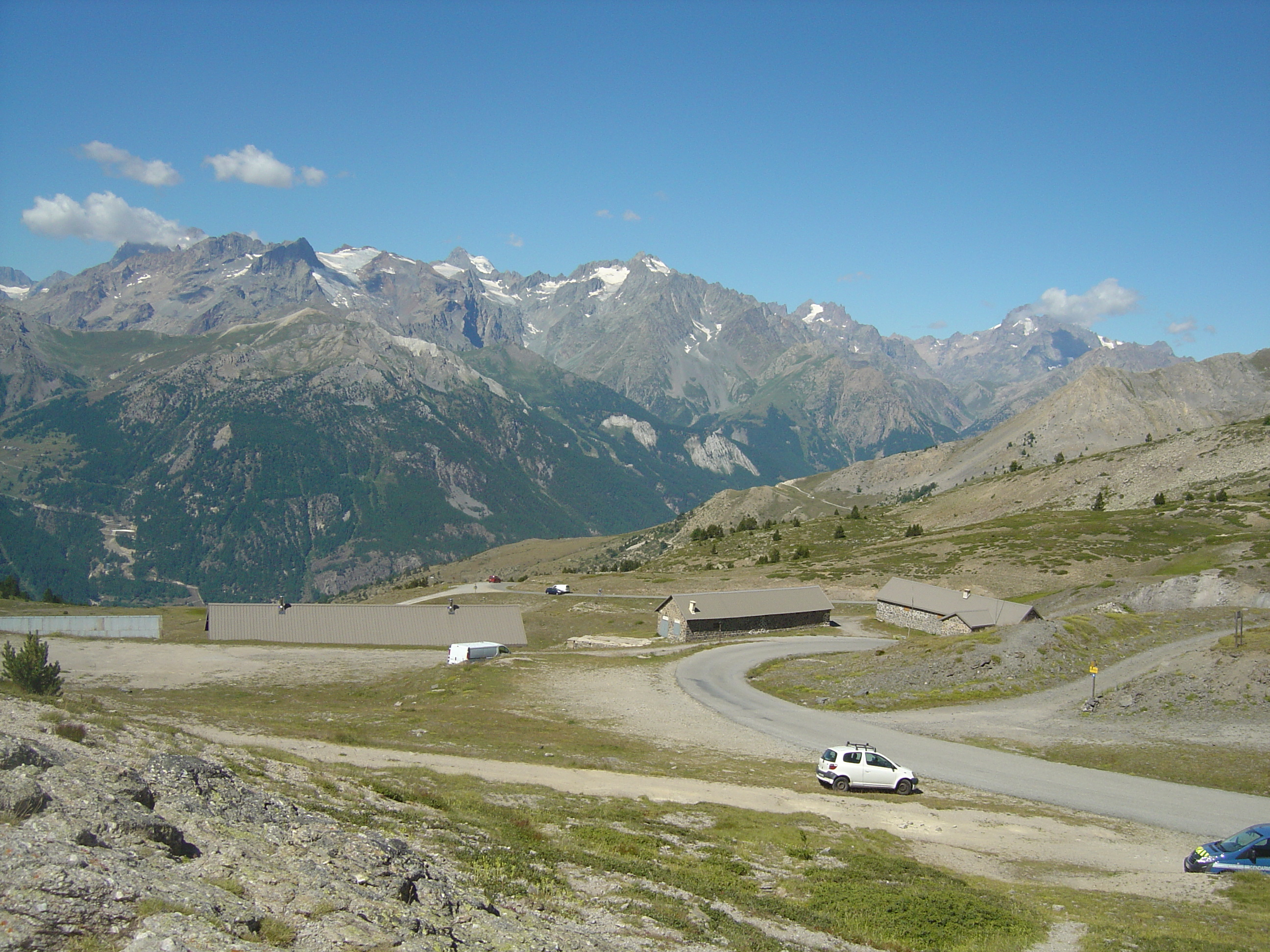
Al fons, les barraques militars en els darrers hectòmetres de l'ascensió i vista sobre el Massíf des Écrins.

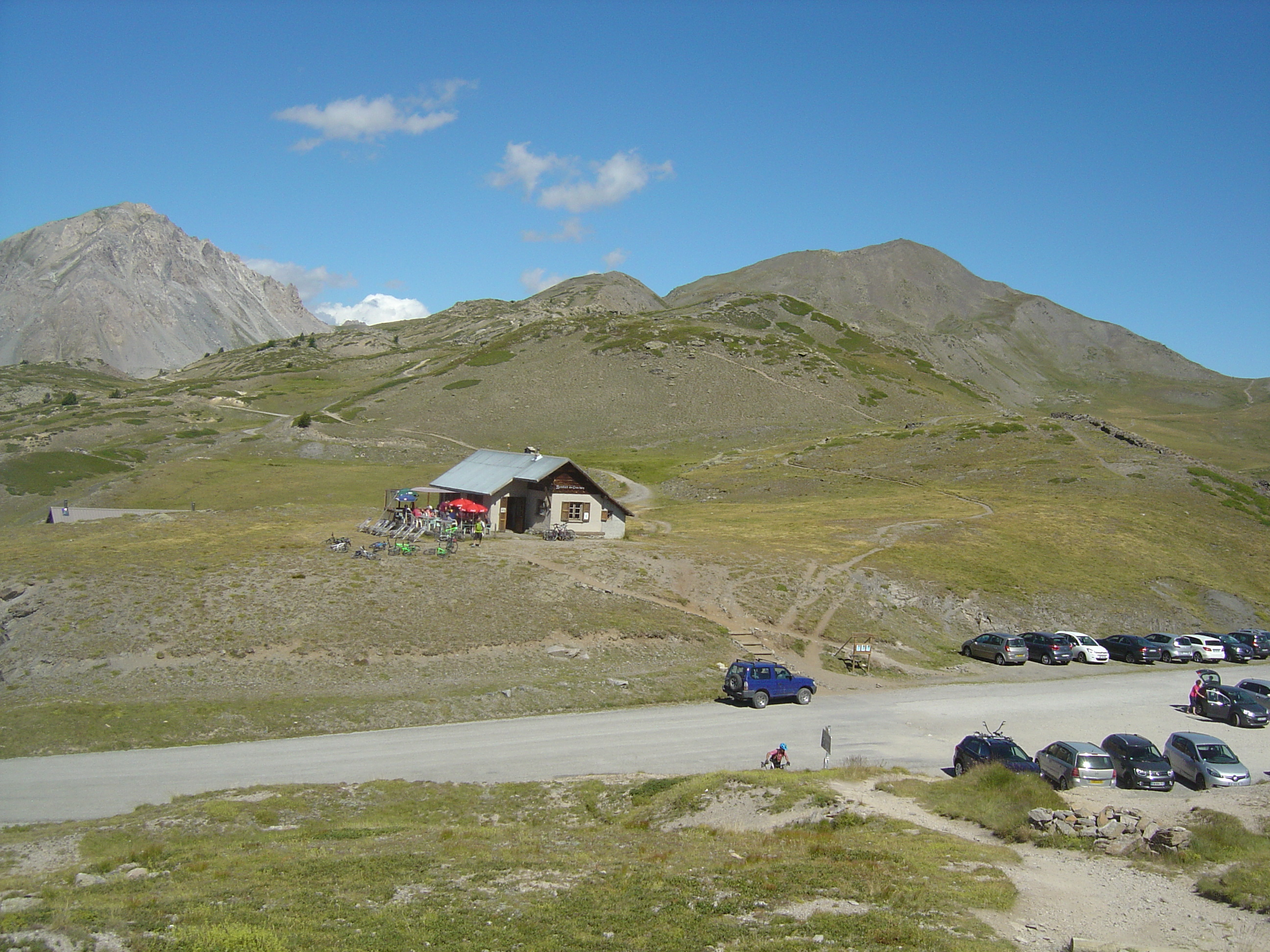
Pàrquing i bar del coll de Granon

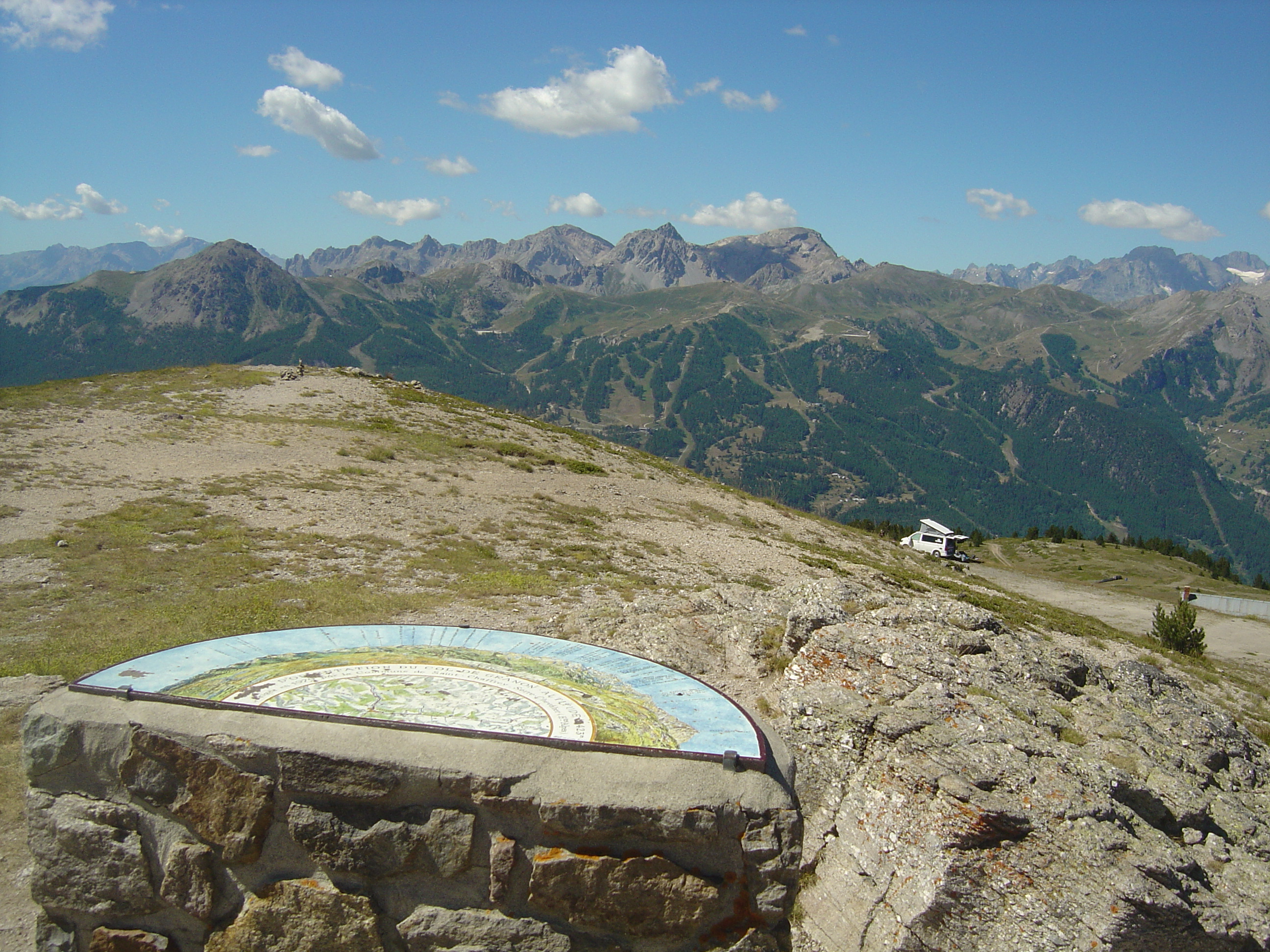
Taula d'orientació a sobre del coll

## Història militar
Als anys 1930 es van aixecar obres d'infanteria prop del coll de Granon, amb unitats estacionades al lloc, destinades sobretot a evitar el bypass dels forts de Briançon i impedir tota progressió de l'enemic, en un context de tensions entre França i l'Itàlia feixista. Tanmateix, fins i tot durant la derrota de 1940 enfront de l'exèrcit alemany de la qual Benito Mussolini se'n volia aprofitar, el coll de Granon no ha estat seu de combats.
De totes maneres, el coll del Granon i les seves rodalies serveixen de vegades de terreny per a exercicis militars, sobretot per al 7è batalló de caçadors alpins. Aquesta ocupació militar ha generat molts residus (filferro de punxes, ferralles diverses, municions...) només retirades a partir de 2016.

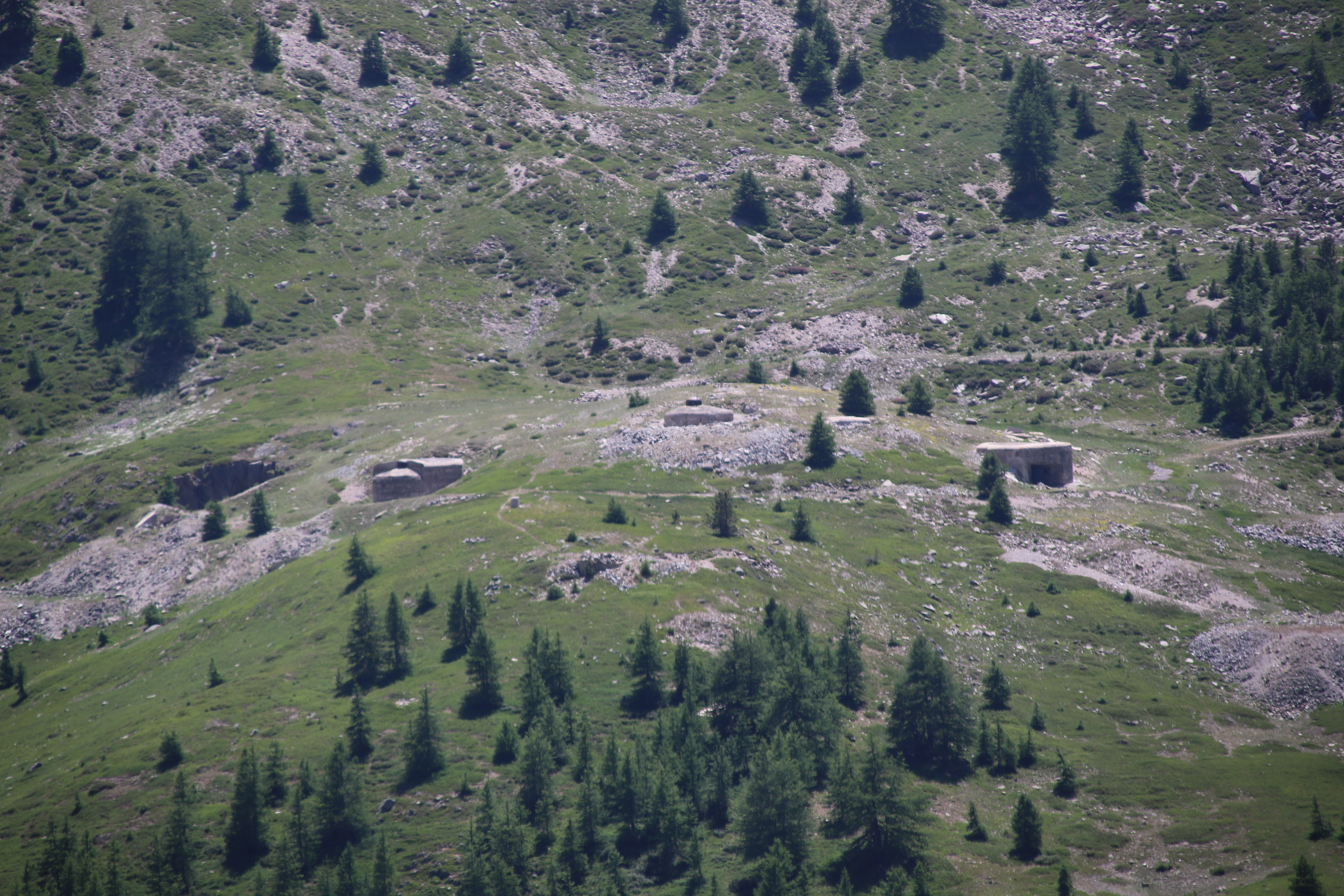
Treballs militars al coll de Granon.
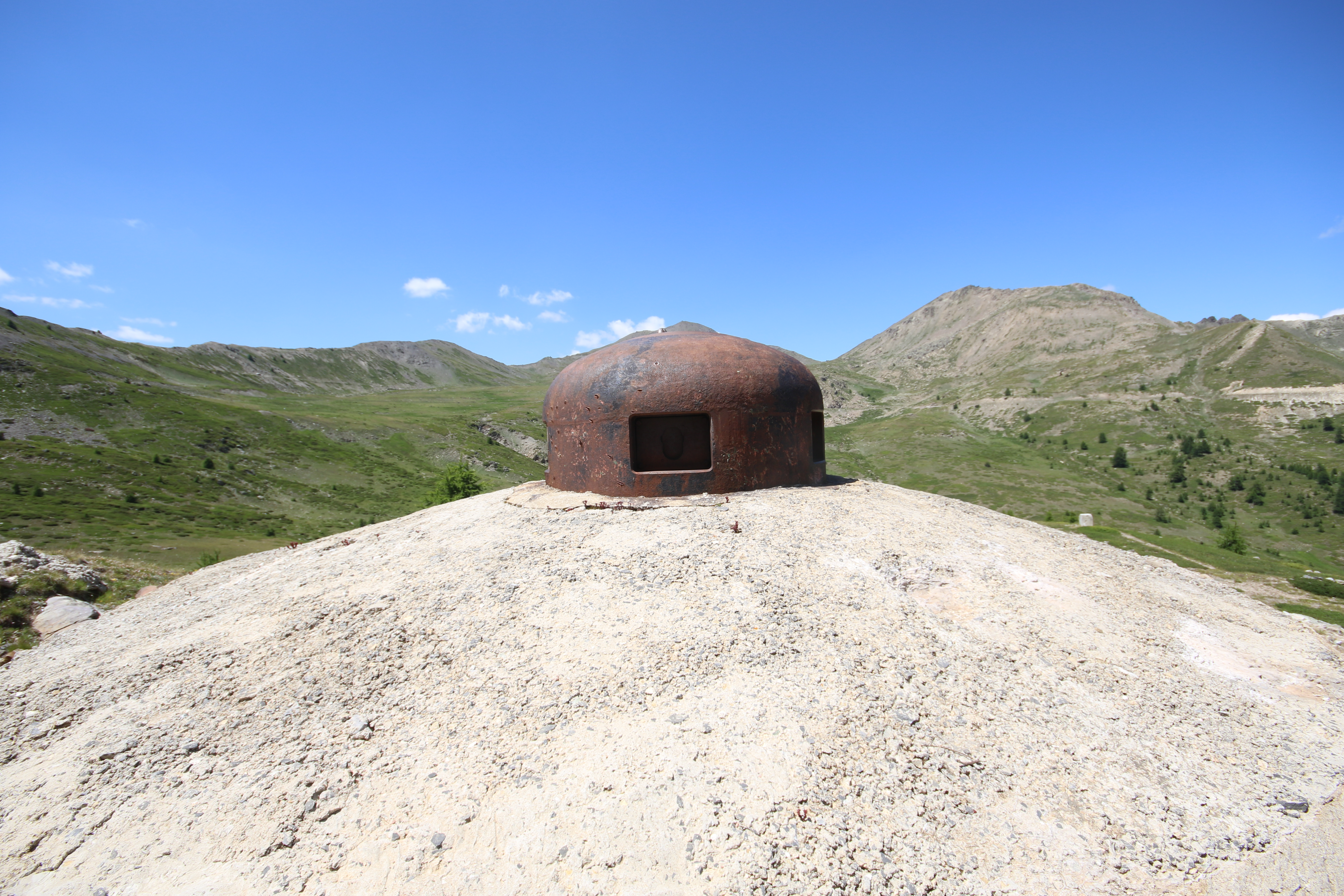
Campana GFM servint d'observatori. Al fons a la dreta, la roca Gauthier (2.749 m).

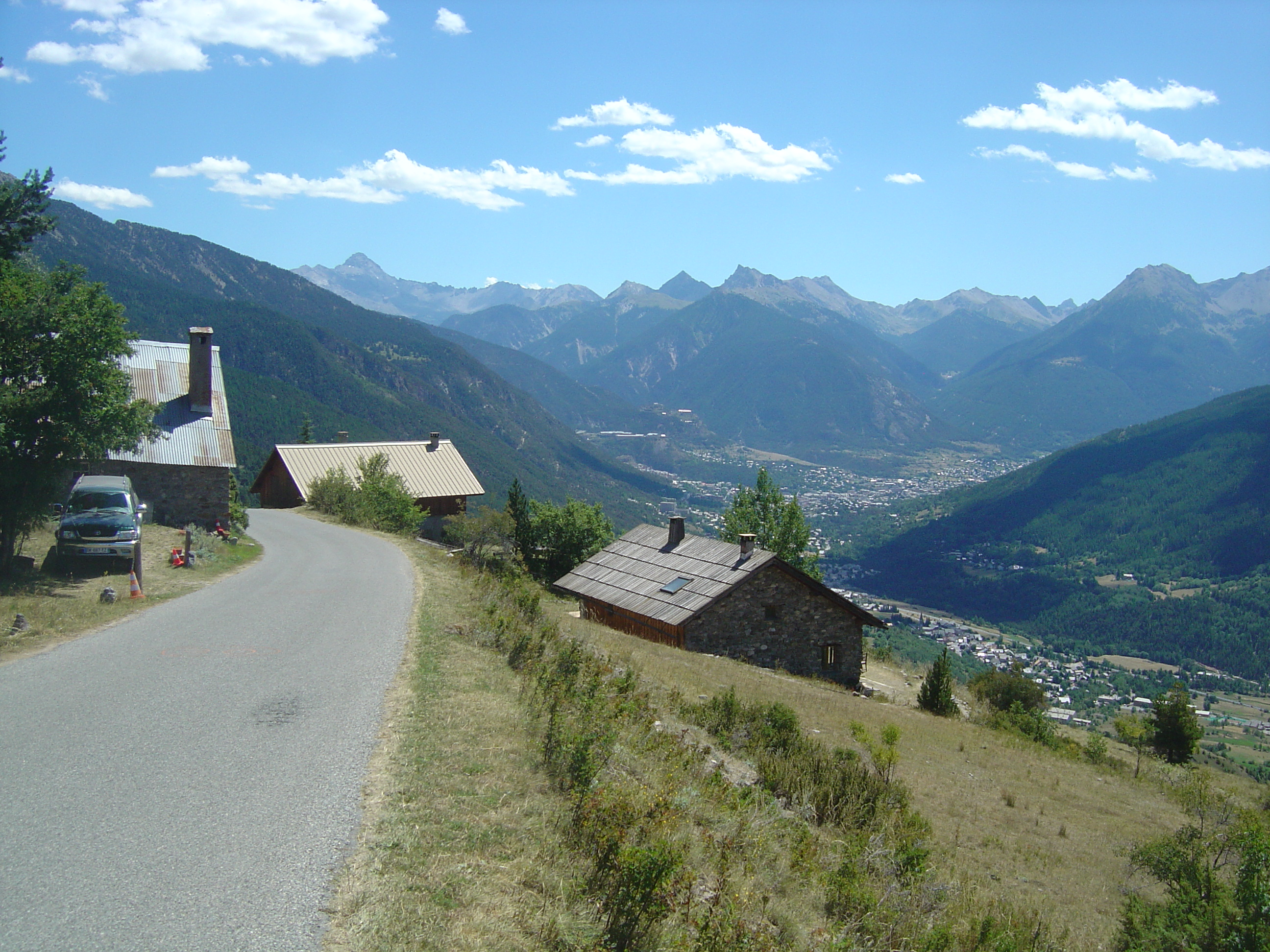
Vista des del caseriu dels Tronchets sobre Briançon i Sant Chafrei.
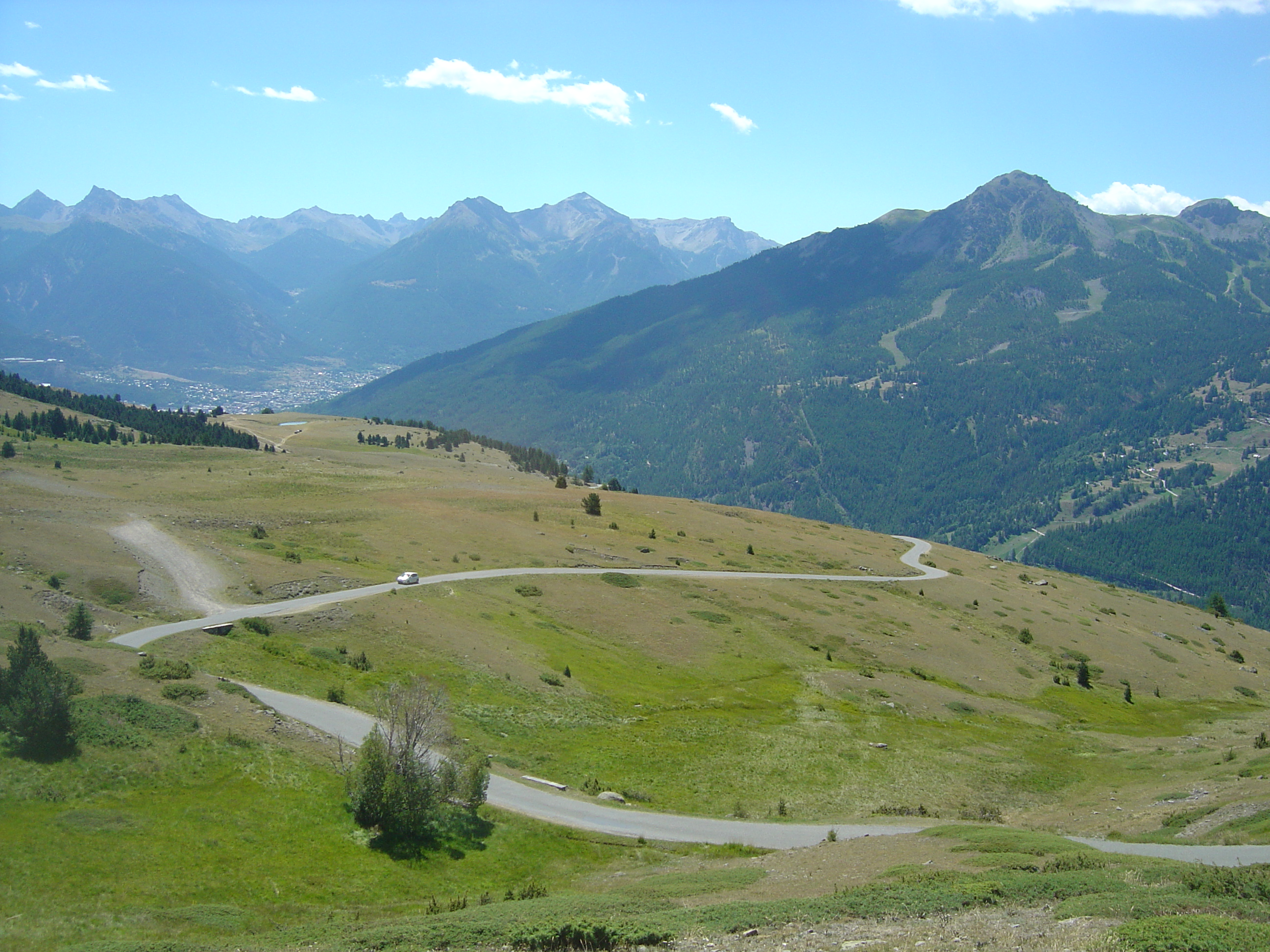
Vista cap enrere sobre les pastures de muntanya de « Plainalp » a l'ascensió del coll de Granon.
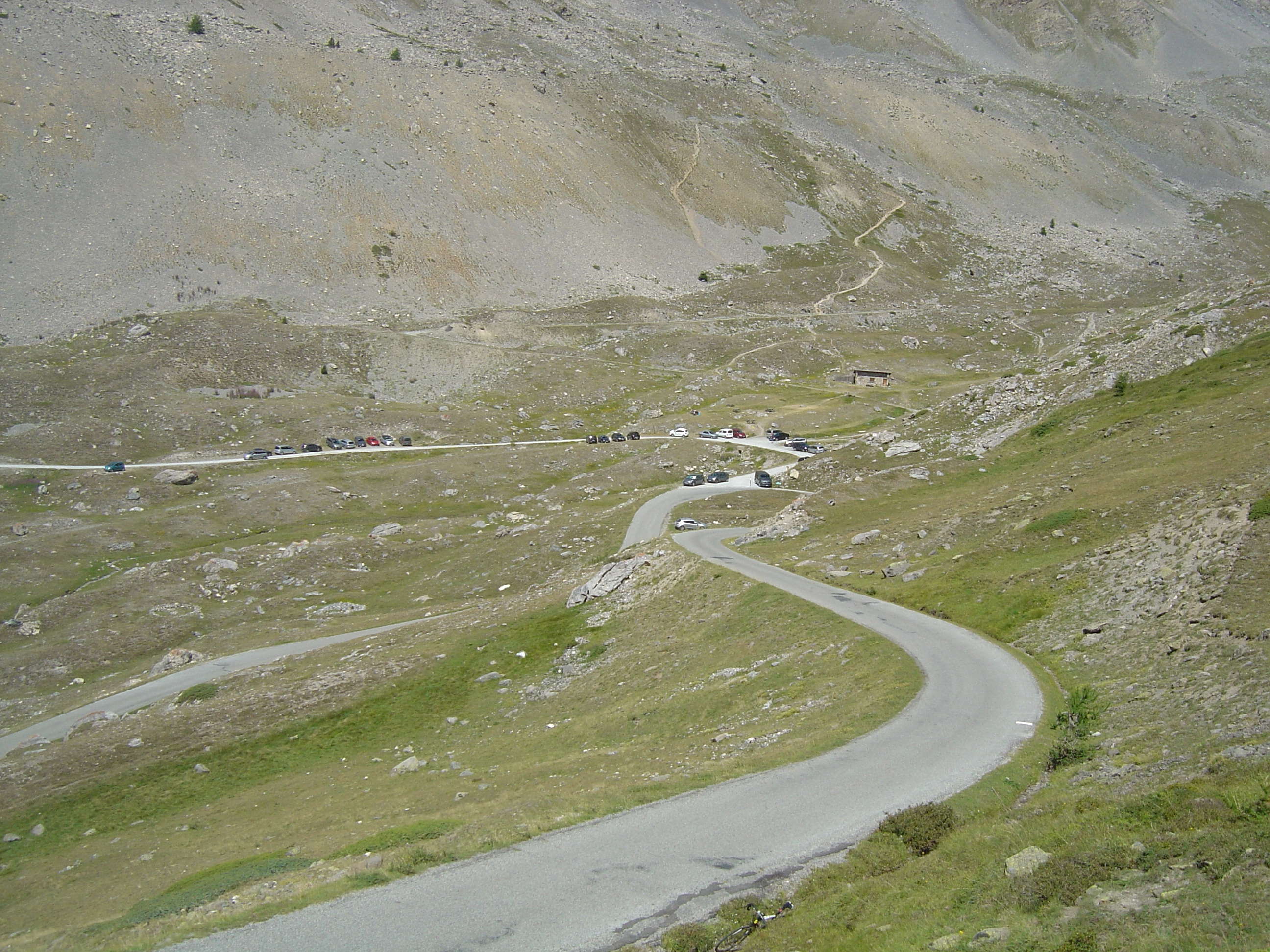
A 2,65 km del cim.
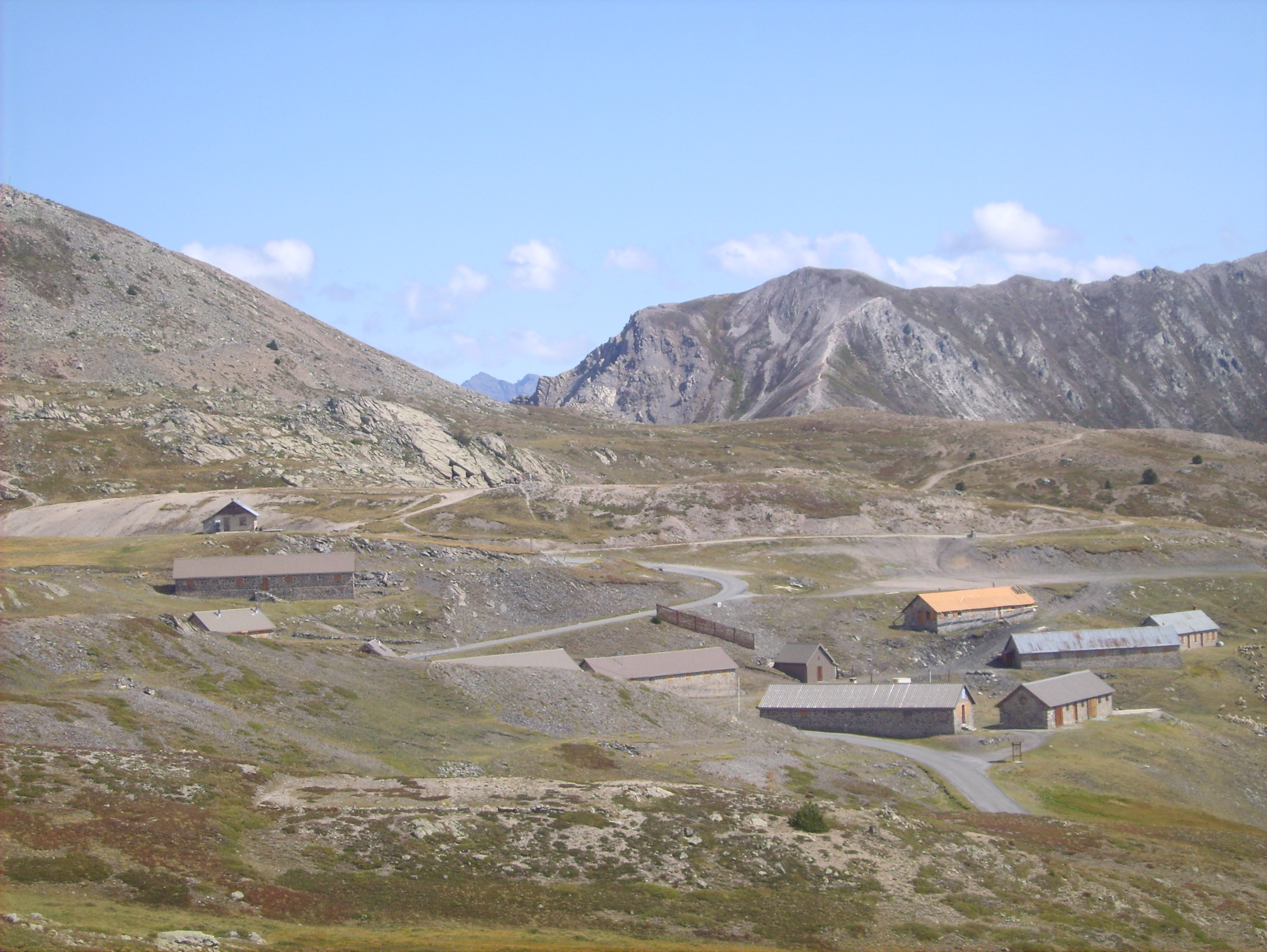
Els barracons militars als últims hectòmetres de l'ascensió.

Vista des del camí al coll de Granon.
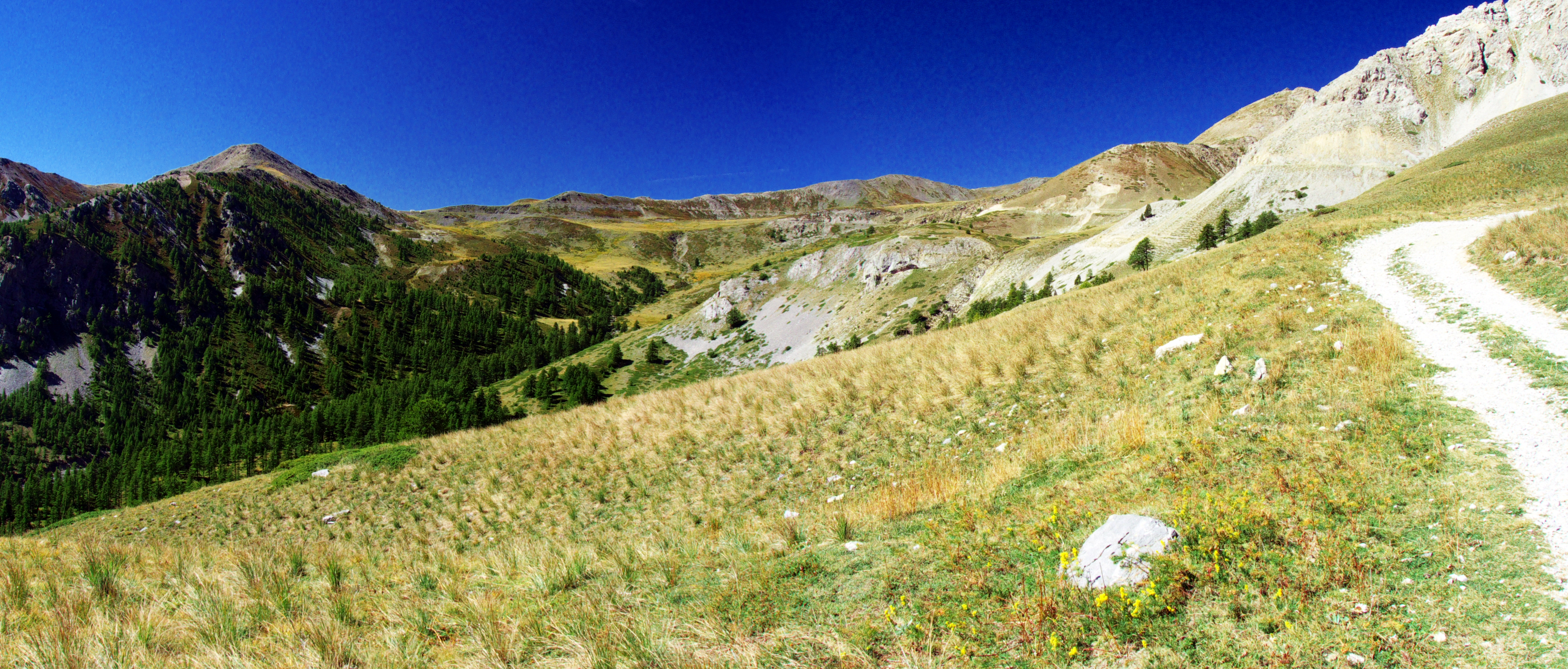
El camí al coll de Granon.

## Ciclisme

### Tour de França
En el moment de l'edició del Tour de França 1986, l'arribada de la dissetena etapa, amb sortida de Gap, es dirimí al cim del Granon, classificat "hors catégorie" per a l'ocasió. L'etapa fou guanyada per l'espanyol Eduardo Chozas. És en aquesta etapa que Bernard Hinault va perdre per sempre el seu mallot groc en benefici de l'americà Greg Lemond. Fins a l'any 2011, va ser l'arribada d'etapa més alta de la història de la prova. El 21 de juliol de 2011, és superada per l'arribada al coll del Galibier (2.642 m), igualment a la vall de la Guisane a la 18a etapa del Tour de França de 2011.
El Granon tornà al Tour de França de 2022, el 13 de juliol, durant l'11a etapa amb sortida a Albertville. El danès Jonas Vingegaard guanyà l'etapa i es vestí amb el mallot groc en detriment de Tadej Pogačar.

### Ciclisme aficionat
El coll del Granon forma part a vegades en el programa de la Serre-Che Luc Alphand, prova que es desenvolupa tots els mesos de juliol. Cada 15 d'agost des de 1978 té lloc igualment el "Défi du Granon" (Repte del Granon) que consisteix a fer aquesta pujada única en cursa del costat de Sant Chafrei. A més de ciclistes s'hi poden veure corredors a peu. L'any 2010, un ciclista va aconseguir un temps de 40 minuts i 13 segons en fer la pujada.

## Astronomia
El coll de Granon és un lloc d'observació del cel i de les estrelles. Als capvespres s'organitzen sessions d'observació celeste, a l'estiu quan el coll és obert.